# Euryurus carolinensis
Euryurus carolinensis är en mångfotingart som först beskrevs av Henri Saussure 1859.  Euryurus carolinensis ingår i släktet Euryurus och familjen Aphelidesmidae. Inga underarter finns listade i Catalogue of Life.